# 71

71(칠십일)은 70보다 크고 72보다 작은 자연수다.

## 수학
- 20번째 소수(素數)다. 앞의 소수는 67, 다음 소수는 쌍둥이 소수인 73이다.
- 5번째 중심있는 칠각수다. 앞의 중심있는 칠각수는 43, 다음은 106이다.
- {\displaystyle 71=19+23+29}
  - 연속하는 세 소수(素數)의 합으로 나타낼 수 있으며, 이 성질을 지닌 앞의 수는 59, 다음 수는 83이다.

## 과학
- 루테튬(Lu)의 원자번호.
- NGC 71: 안드로메다자리 방향에 있는 은하.

## 교통
- 고속도로
  - 주간고속도로 제71호선: 켄터키주 루이빌에서 오하이오주 클리블랜드까지 이어지는 미국의 주간고속도로.
  - 유럽 고속도로 71호선(영어판): 슬로바키아 코시체에서 크로아티아 스플리트까지 이어지는 유럽 고속도로.
  - 아우토반 71호선(영어판, 독일어판): 독일의 고속도로.

- 국도 제71호선
  - 미국 71번 국도: 루이지애나주 크로츠스프링스(영어판)에서 캐나다 온타리오주 포트프랜서스(영어판)까지 이어지는 미국의 국도.

- 기타 도로
  - 현도 제71호선

## 군사
- U-71: 독일의 군용 잠수함. 제1차 세계 대전에 사용된 1915년제 모델(영어판)과 제2차 세계 대전에 사용된 1940년제 모델(영어판)이 있다.

## 문화유산
- 대한민국의 국보 제71호: 동국정운 권1, 6
- 대한민국의 보물 제71호: 함안 대산리 석조삼존상

## 방송
- 스카이라이프의 엠플렉스 채널 번호.
- 지니 TV의 펀TV 채널 번호.
- B tv의 캐치온2 채널 번호.
- U+ TV의 드라마큐브 채널 번호.
- LG헬로비전의 텔레노벨라 채널 번호.
- B tv 케이블의 ENA 플레이 채널 번호.
- KT HCN의 CNTV 채널 번호.

## 기타
- 날짜: 7월 1일
- 연도: 71년, 기원전 71년